# Hahnia laodiana
Hahnia laodiana là một loài nhện trong họ Hahniidae.
Loài này thuộc chi Hahnia. Hahnia laodiana được Da-xiang Song miêu tả năm 1990.